# 라틴아메리카의 마천루 목록
라틴아메리카의 마천루 목록은 높이에 따라 마천루의 순위를 매긴다. 라틴 아메리카는 역사적으로 마천루에 대한 상대적으로 겸손한 수요를 보았다. 아르헨티나, 브라질, 칠레, 콜롬비아, 멕시코, 파나마, 우루과이, 베네수엘라에 있는 대부분의 대륙의 마천루에서 가장 높은 마천루가 산티아고, 파나마, 멕시코시티 몬테레이, 상파울루, 부에노스아이레스, 카라카스, 몬테비데오, 리우데자네이루, 발렌시아, 보고타에 있다.

## 건축 세부 사항에 의하여 가장 높은 마천루
| 순위 | 이름                                 | 사진 | 위치              | 나라       | 높이 m / (ft)    | 층수 | 연도 |
| ---- | ------------------------------------ | ---- | ----------------- | ---------- | ---------------- | ---- | ---- |
| 1    | 그란 토레 산티아고                   |      | 산티아고          | 칠레       | 300 m (984 ft)   | 60   | 2014 |
| 2    | 더 바히아 그랜드 파나마              |      | 파나마시티        | 파나마     | 284 m (932 ft)   | 70   | 2011 |
| 3    | 토레 KOI                             |      | 몬테레이          | 멕시코     | 280 m (919 ft)   | 69   | 2017 |
| 4    | 토레 레포르마                        |      | 멕시코시티        | 멕시코     | 246 m (807 ft)   | 50   | 2016 |
| 5    | 이슬라 멀티에스파시오                |      | 발렌시아          | 베네수엘라 | 245 m (804 ft)   | 65   | 2018 |
| 6    | 토레 차풀테펙 우노                   |      | 멕시코시티        | 멕시코     | 241 m (791 ft)   | 57   | 2018 |
| 7    | 토레 BBVA 밴커머                     |      | 멕시코시티        | 멕시코     | 235 m (771 ft)   | 57   | 2015 |
| 8    | 알베아르 타워                        |      | 부에노스아이레스  | 아르헨티나 | 235 m (771 ft)   | 54   | 2017 |
| 9    | 인피니티 코스트                      |      | 발네아리오 캄보류 | 브라질     | 234.7 m (770 ft) | 66   | 2019 |
| 10   | 토레 파라독스                        |      | 멕시코시티        | 멕시코     | 234 m (768 ft)   | 62   | 2018 |
| 11   | 파르케 센트럴 콤플렉스 (이스트 타워) |      | 카라카스          | 베네수엘라 | 225 m (738 ft)   | 59   | 1983 |
| 12   | 파르케 센트럴 콤플렉스 (웨스트 타워) |      | 카라카스          | 베네수엘라 | 225 m (738 ft)   | 59   | 1979 |
| 13   | 토레 마요르                          |      | 멕시코시티        | 멕시코     | 225 m (738 ft)   | 55   | 2003 |
| 14   | BD 바카타                            |      | 보고타            | 콜롬비아   | 216 m (709 ft)   | 66   | 2016 |
| 15   | 호텔 리우 과달라하라                 |      | 과달라하라        | 멕시코     | 215 m (705 ft)   | 57   | 2018 |

## 같이 보기
- 북아메리카의 마천루 목록
- 중앙 아메리카의 마천루 목록
- 남아메리카의 마천루 목록
- 스칸디나비아의 마천루 목록
- 유럽의 마천루 목록